# Den onda juvelen
Den onda juvelen är skriven av Michael Moorcock. Originalets titel: The Jewel In The Skull. Översättning: Kerstin Kvisler.
ISBN 91-7898-127-1